# BACH2
Le BACH2 est un facteur de transcription dont le gène est BACH2 situé sur le chromosome 6 humain.

## Rôles
Exprimé dans les lymphocytes B, il intervient dans la commutation isotypique, processus qui permet de changer l'isotype (classe) des immunoglobulines produites, et ce, en augmentant l'expression de BLIMP1. Il joue également dans la différenciation des lymphocytes T auxiliaires et favorise le développement des lymphocytes T régulateurs.
Ce facteur est également nécessaire pour la maturation des macrophages alvéolaires au niveau pulmonaire, ainsi que pour la régulation du surfactant.
Il intervient dans l'immunosuppression des tumeurs, favorisant l'expansion de ces dernières.

## En médecine
Une mutation du gène est associée avec le risque de survenue d'une maladie de Crohn, d'un diabète de type 1 ou d'un asthme.